# Jet (Belgique)
 (juillet 2023).
Si vous disposez d'ouvrages ou d'articles de référence ou si vous connaissez des sites web de qualité traitant du thème abordé ici, merci de compléter l'article en donnant les références utiles à sa vérifiabilité et en les liant à la section « Notes et références ».
Pour les articles homonymes, voir Jet.
Jet est un hameau de l'ancienne commune de Sovet avant la fusion des communes.

## Géographie
Jet se situe dans la commune de Ciney dans le Condroz en province de Namur.